# Il demonio nel cervello
Il demonio nel cervello è un film italiano del 1976, diretto da Marco Masi.

## Trama
In Messico, vicino al confine col Texas, Dada vive in una officina meccanica con Manolo, un uomo che la salvò da uno stupro, trasformandola in schiava e amante. L'officina che si trova in un posto isolato, viene raggiunta da Michel, un ragazzo che gira su una Honda ed dall'industriale Durer, accompagnato da Bea con una grossa autovettura americana. Tutti e tre gli uomini, attratti dalle due donne, incominciano ad immaginare un sistema per conquistarle, ma alla fine gli avventori ripartono e tutto torna come prima.